# デルリス・ゴンサレス
ゴンサレス（Derlis González）こと、デルリス・アルベルト・ゴンサレス・ガレアーノ（Derlis Alberto González Galeano、1994年3月20日 - ）は、パラグアイ・マリアノ・ロケ・アロンソ出身のサッカー選手。リーガ・パラグアージャ・オリンピア・アスンシオン所属。パラグアイ代表。ポジションはミッドフィールダー。

## 経歴

### ルビオ・ニュー
15歳のとき、2009年12月9日のドセ・デ・オクトゥブレとのリーグ戦でチーム最年少デビューを果たす。

### ベンフィカ
2012年、ルビオ・ニューの同僚であるクラウディオ・コレアと共にポルトガルの強豪ベンフィカに加入した。

#### グアラニー(ローン移籍)
2013年2月13日、彼のガールフレンドと生まれたばかりの息子のため、当年12月まで母国パラグアイのチームであるグアラニーにローン移籍する。

#### オリンピア(ローン移籍)
2014年1月、パラグアイのオリンピアに2014年6月までローン移籍に出された。

### バーゼル
2014年5月20日、スイスの強豪バーゼルと2019年6月30日までの5年契約を結んだ。
2014年7月19日、2対1で勝利したアーラウとのアウェイゲームで移籍後初出場。
2014年8月31日、3対1で勝利したヤングボーイズとのホームゲームで移籍後初ゴール。

### ディナモ・キエフ
2015年7月30日、ウクライナ王者のディナモ・キーウと5年契約を結んだ。

## 代表歴
U-15、U-17、U-20の代表に選ばれており、2014年よりパラグアイ代表に選出されている。

## タイトル

### FCバーゼル
- スイス・スーパーカップ: 2014–15
- スイスカップ: 2014–15(準優勝)

### FCディナモ・キエフ
- ウクライナ・プレミアリーグ: 2015–16
- ウクライナ・スーパーカップ: 2016